# Carla Ronci

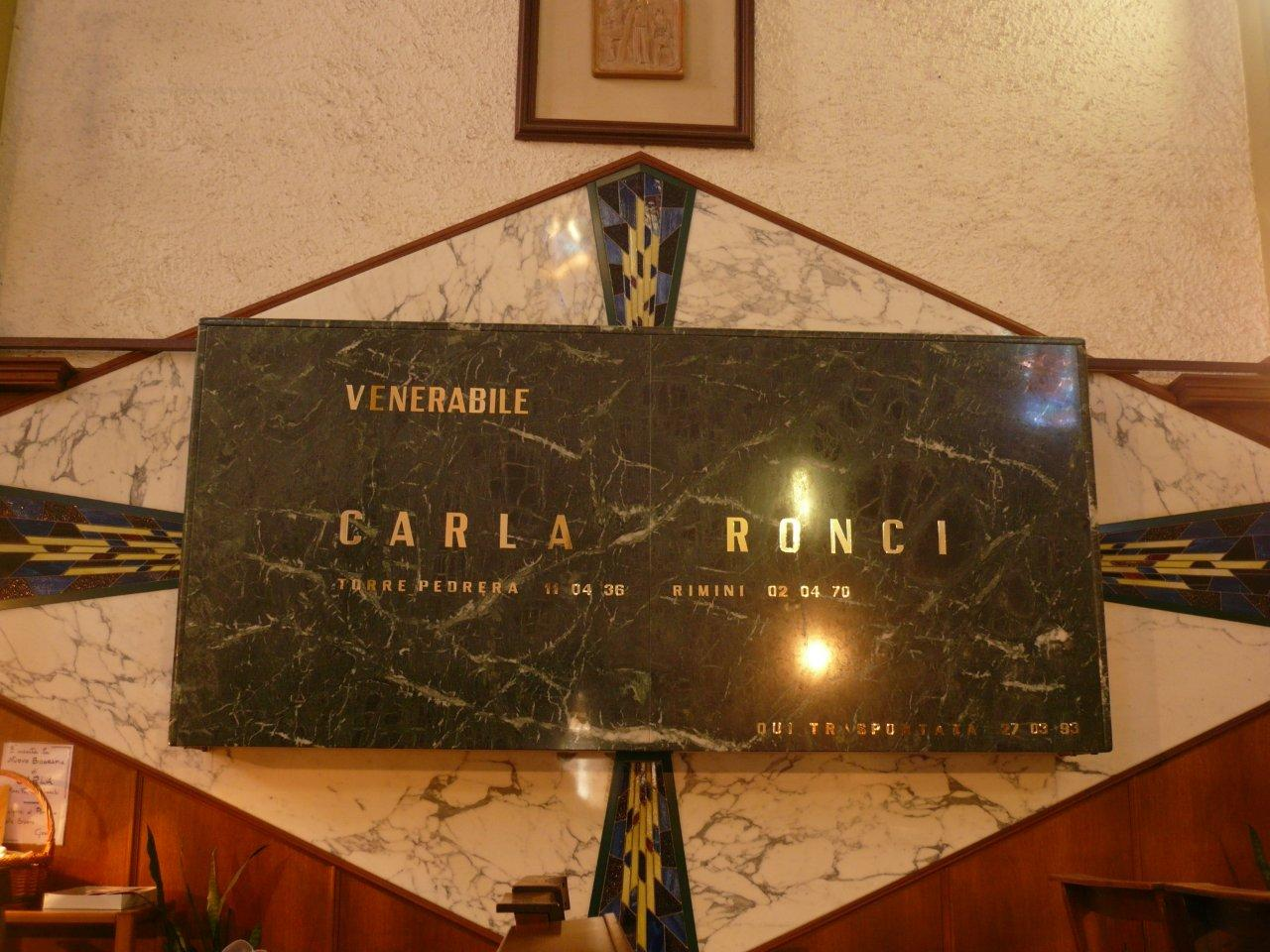
Grabstein Carla Ronci in der Pfarrkirche zu Torre Pedera

Carla Ronci (* 11. April 1936 in Torre Pedrera bei Rimini; † 2. April 1970 in Rimini) war eine italienische geweihte Laienchristin. Bekannt ist die vom Heiligen Stuhl als Ehrwürdige Dienerin Gottes (Venerabilis Dei serva) anerkannte als Heilige der Vespa.

## Leben
Als ältestes Kind des Fischers Mario Ronci und seiner Frau Jolanda Casalboni in einfachen Verhältnissen aufgewachsen erlernte sie nach der Elementarschule den Beruf einer Schneiderin. Nach intensiven Begegnungen mit den Schwestern des Ordo Sanctae Ursulae in ihrer Gemeinde und den Feierlichkeiten des Heiligen Jahres 1950 begann ihre spirituelle Wandlung. Sie engagierte sich im Apostolat ihrer Gemeinde, besonders mit Kindern und Jugendlichen, und war in der L'Azione Cattolica Italiana auf mehreren Ebenen tätig. Ihren Laiendienst vertiefte sie mit der privaten Übernahme des Keuschheits- und des Armutsgelübdes in den Jahren 1956 und 1957. Auch mit der Ablegung der Gelübde blieb sie eine moderne junge Frau, und sie war sich – auch spirituell – ihrer Weiblichkeit bewusst.
Der Wunsch, in den Ursulinenorden einzutreten, wurde immer ausgeprägter. Schließlich begann sie das Noviziat bei den Ursulinen von Gandino in Scanzorosciate bei Bergamo. Aufgrund familiären Druckes, besonders des Vaters, wurde das Noviziat nach nur drei Monaten beendet.
Durch private Beziehungen bekam sie Kontakt zum Säkularinstitut Mater Misericordiae in Macerata. Dort legte sie ihre offiziellen Gelübde ab und konnte in ihrer Familie und in ihrer Pfarrgemeinde in Torre Pedrera ihr Apostolat ausüben.

## Wirkung
Durch ihr spirituelles Leben mit den Schwerpunkten – ausgeprägte Liebe zu Jesus, die Nächstenliebe und Freude, die Betonung der Weiblichkeit sowie die Förderung der Heiligung der Priester – wurde sie zu einem Vorbild in der Region.
Wegen ihrer modernen Lebensart (Wertschätzung ihrer Kleidung und ihres Aussehens und ständige Benutzung der Vespa als Beförderungsmittel) wurde sie schnell nach ihrem Tod volkstümlich als die Heilige der Vespa und Heilige der Freude bezeichnet. Mit nur 34 Jahren erkrankte sie an Lungenkrebs und verstarb am 7. April 1970 in Rimini. Begraben ist sie in der Pfarrkirche in Torre Pedrera.

## Seligsprechung
Sehr schnell nach dem Tod von Carla Ronci wurde der Ruf nach ihrer Seligsprechung laut. Nach Abschluss der üblichen Untersuchung des Lebens durch den Ortsbischof in Rimini erteilte die Kongregation für die Selig- und Heiligsprechungsprozesse im Jahr 1982 ihre Genehmigung für die Durchführung des Seligsprechungsprozesses. Nach den Untersuchungen durch die römische Kongregation wurde am 7. Juli 1997 durch Papst Johannes Paul II. das Dekret über den heroischen Tugendgrad der Ehrwürdigen Dienerin Gottes (Venerabilis Dei serva) Carla Ronci verkündet.